# Platypalpus dalmatinus
Platypalpus dalmatinus är en tvåvingeart som först beskrevs av Gabriel Strobl 1902.  Platypalpus dalmatinus ingår i släktet Platypalpus och familjen puckeldansflugor. Inga underarter finns listade i Catalogue of Life.